# Thompsons
Thompsons è un centro abitato degli Stati Uniti d'America situato nella contea di Fort Bend dello Stato del Texas.
La popolazione era di 246 persone al censimento del 2010. Fa parte dell'area metropolitana di Houston–The Woodlands–Sugar Land.

## Geografia fisica
Thompsons è situata a 29°29′11″N 95°36′21″W (29.486494, -95.605803).
Secondo lo United States Census Bureau, ha un'area totale di 8,4 miglia quadrate (22 km²), di cui 6,2 miglia quadrate (16 km²) di terreno e 2,2 miglia quadrate (5,7 km², 26.05%) d'acqua.

## Società

### Evoluzione demografica
Secondo il censimento del 2000, c'erano 236 persone, 93 nuclei familiari e 73 famiglie residenti nella città. La densità di popolazione era di 38,1 persone per miglio quadrato (14,7/km²). C'erano 114 unità abitative a una densità media di 18,4 per miglio quadrato (7,1/km²). La composizione etnica della città era formata dal 43,64% di bianchi, il 47,03% di afroamericani, lo 0,85% di nativi americani, il 2,12% di asiatici, il 3,81% di altre razze, e il 2,54% di due o più etnie. Ispanici o latinos di qualunque razza erano l'8,05% della popolazione.
C'erano 93 nuclei familiari di cui il 29,0% aveva figli di età inferiore ai 18 anni, il 53,8% erano coppie sposate conviventi, il 20,4% aveva un capofamiglia femmina senza marito, e il 21,5% erano non-famiglie. Il 19,4% di tutti i nuclei familiari erano individuali e il 6,5% aveva componenti con un'età di 65 anni o più che vivevano da soli. Il numero di componenti medio di un nucleo familiare era di 2,54 e quello di una famiglia era di 2,82.
La popolazione era composta dal 22,5% di persone sotto i 18 anni, l'11,0% di persone dai 18 ai 24 anni, il 26,3% di persone dai 25 ai 44 anni, il 28,8% di persone dai 45 ai 64 anni, e l'11,4% di persone di 65 anni o più. L'età media era di 39 anni. Per ogni 100 femmine c'erano 90,3 maschi. Per ogni 100 femmine dai 18 anni in giù, c'erano 84,8 maschi.
Il reddito medio di un nucleo familiare era di 32.083 dollari, e quello di una famiglia era di 32.321 dollari. I maschi avevano un reddito medio di 38.125 dollari contro i 22.222 dollari delle femmine. Il reddito pro capite era di 29.977 dollari. Circa il 20,0% delle famiglie e il 20,4% della popolazione erano sotto la soglia di povertà, incluso il 21,4% di persone sotto i 18 anni di età e il 29,7% di persone di 65 anni o più.

## Galleria d'immagini

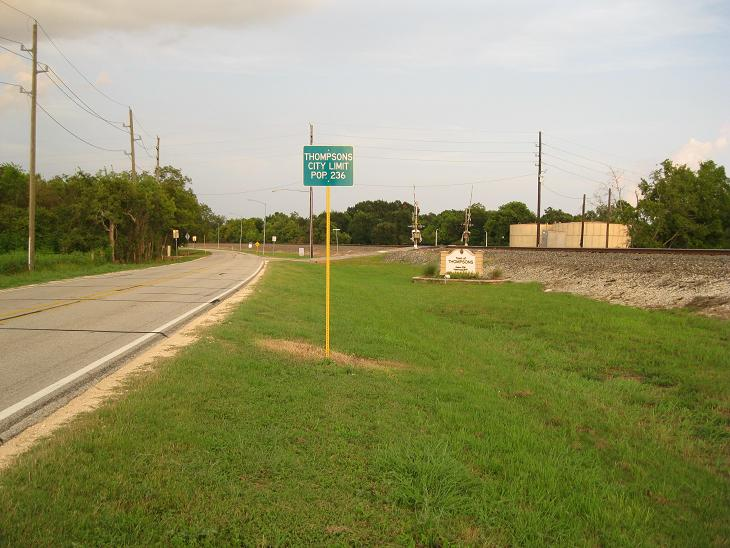
Insegna sulla FM 2759
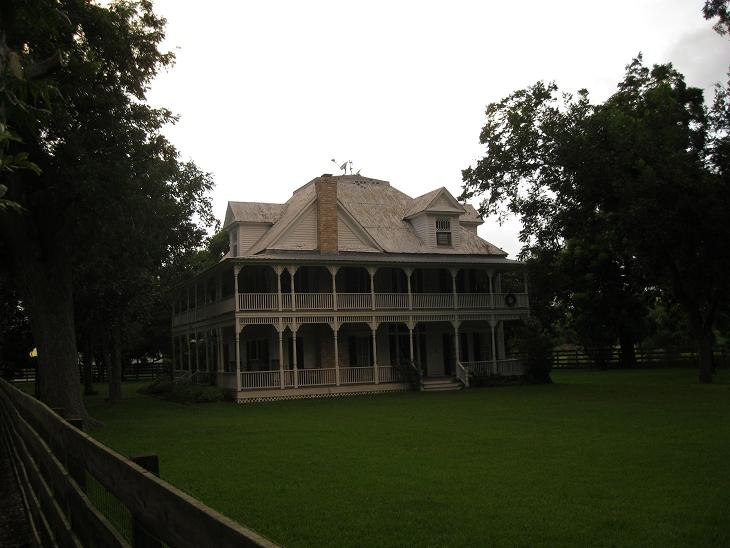
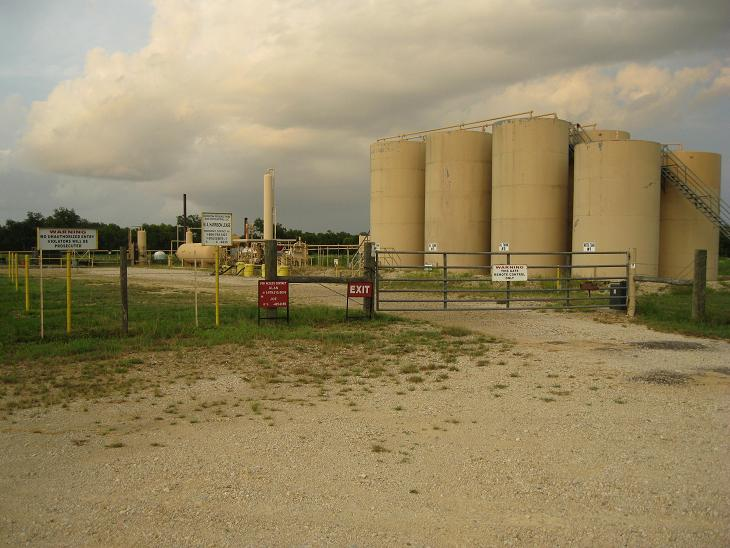
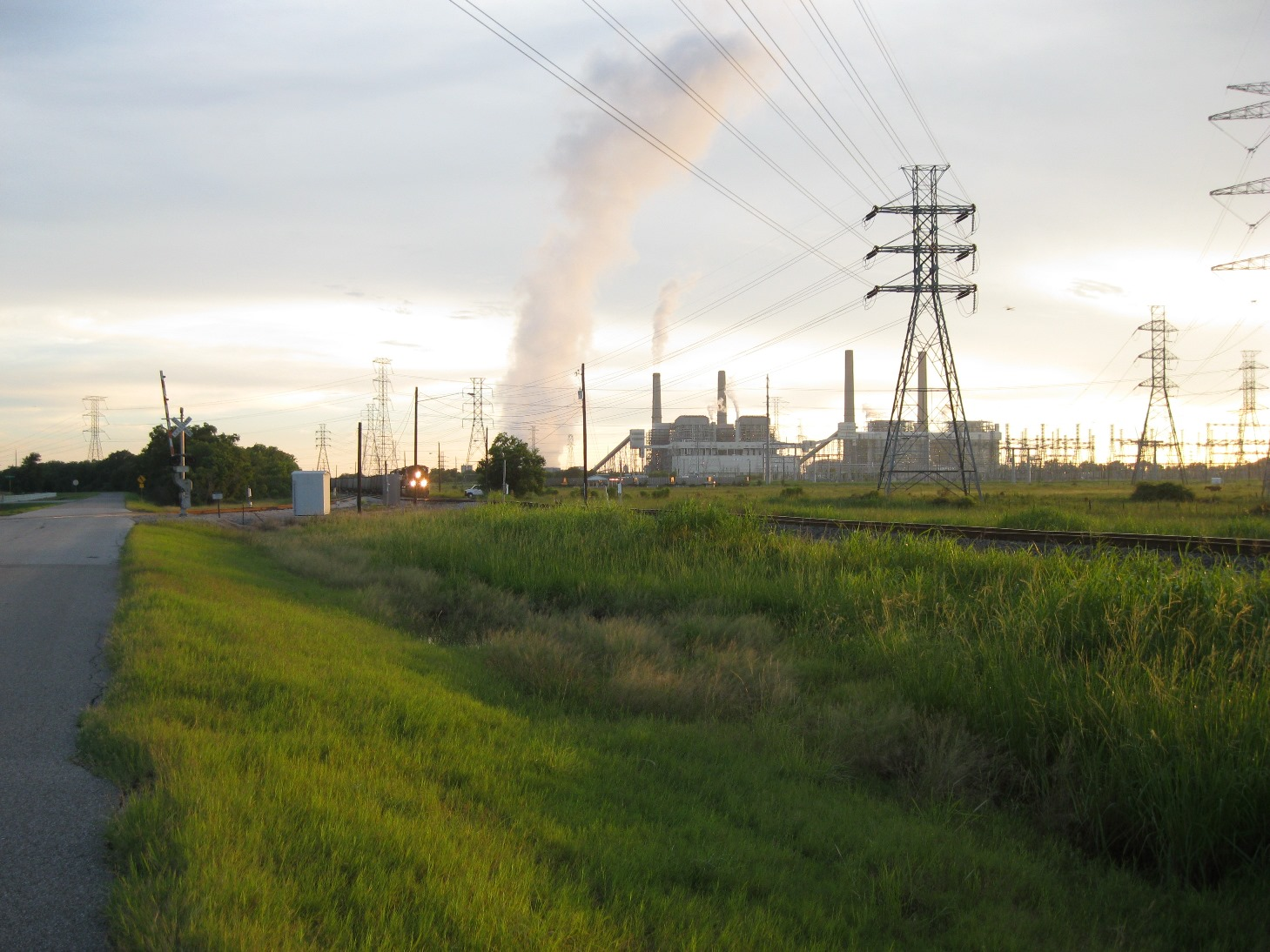
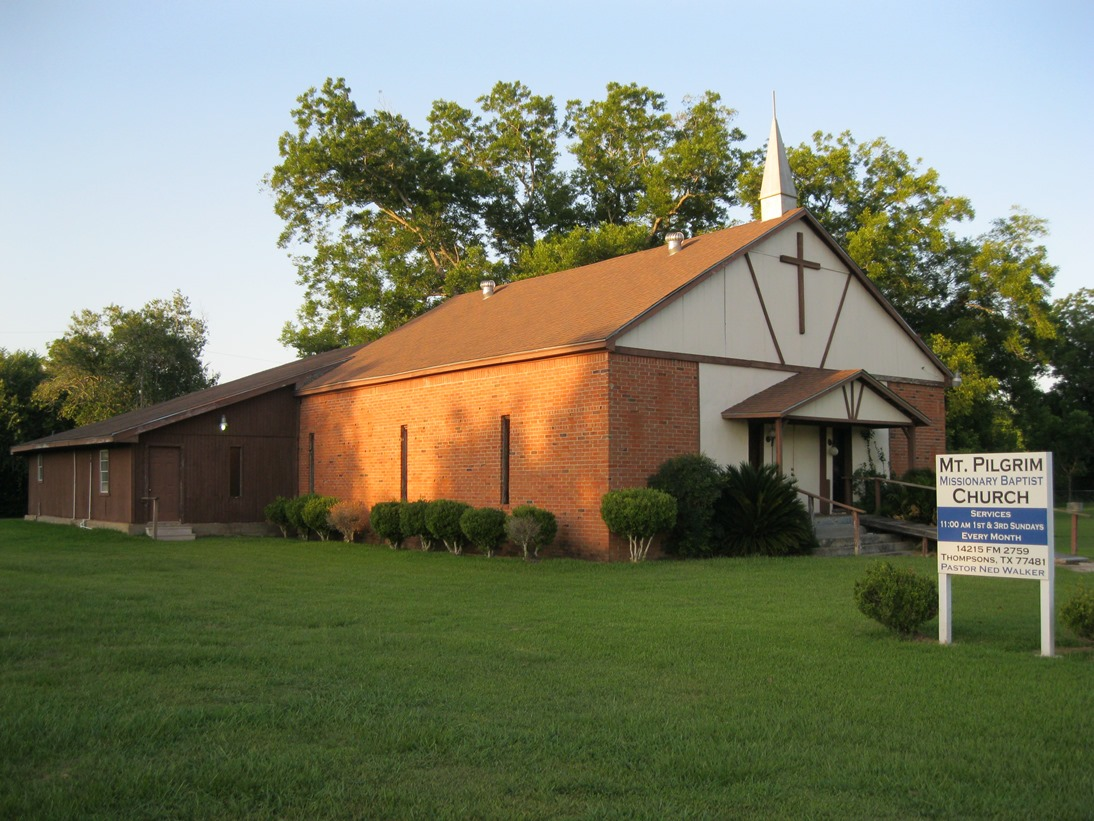
Pilgrim Missionary Baptist Church
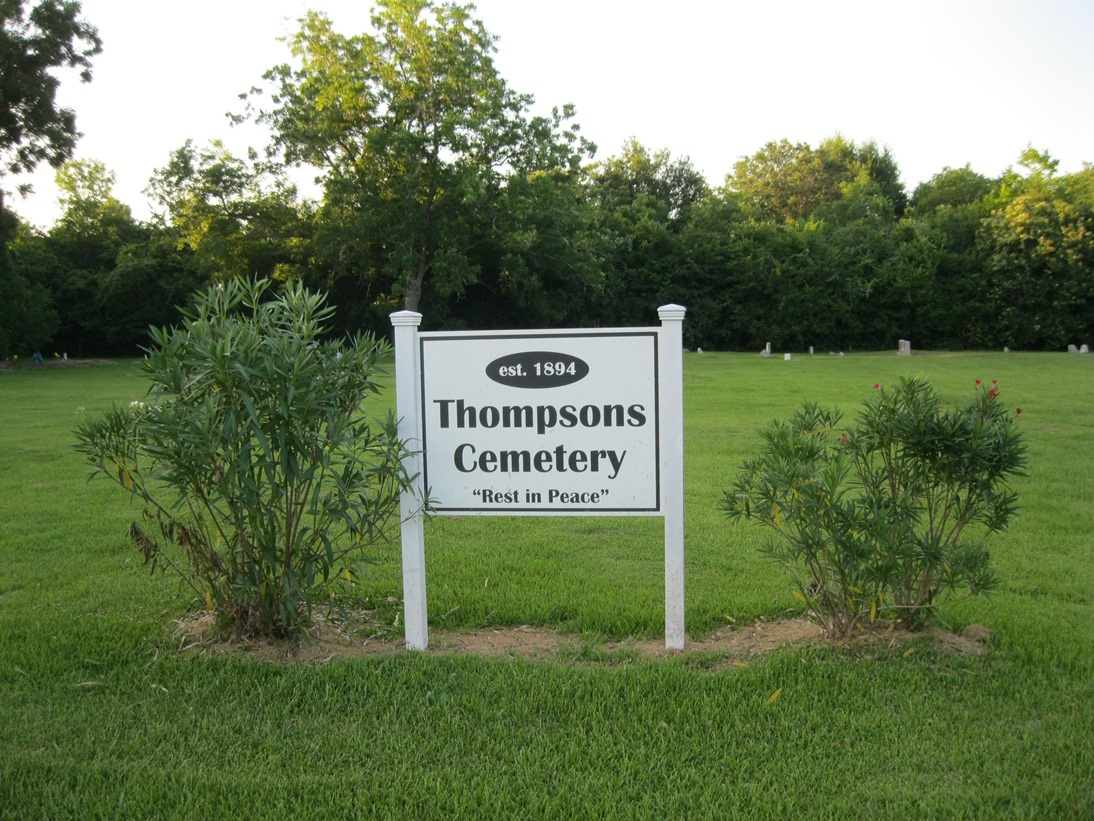
Il cimitero sulla FM 2759